# Вальдштеттен (Гюнц)
Вальдштеттен (нем. Waldstetten) — община в Германии, в земле Бавария.
Подчиняется административному округу Швабия. Входит в состав района Гюнцбург. Подчиняется управлению Ихенхаузен. Население составляет 1216 человек (на 31 декабря 2010 года). Занимает площадь 11,12 км².